# José Ephisio Bigarelli
José Ephisio Bigarelli (Jaú, 17 de maio de 1935, Curitiba, 01 de Julho de 2019), é um médico brasileiro especialista em anestesiologia, e escritor, com algumas obras literárias já publicadas.

## Biografia
Formado em medicina no ano de 1961 na Universidade Federal do Paraná. Trabalhou como médico cirurgião e clínico até o ano de 1964. Posteriormente especializou-se em anestesiologia. Foi professor da UPPR nas disciplinas de anatomia, fisiologia e farmacologia. Também atuou como professor de anestesiologia na Faculdade Evangélica de Medicina.Atuou como professor até a sua aposentadoria, exercendo nos hospitais que trabalhou diversos cargos administrativos. Faz parte da Sociedade Brasileira de Médicos Escritores-SOBRAMES com diversas obras literárias escritas.

## OBRAS
- Temas em Anestesiologia (1973)
- A Vida de Pedrinho  (2012)
- E Agora, Doutor  (2014)